# STS-3xx
Las misiones del Transbordador Espacial STS-3xx son misiones de rescate en el cual se rescata a los tripulantes de algún transbordador que esta gravemente dañado o no puede reingresar a la atmósfera.

## Procedimiento
La nave y 4 de sus tripulantes que ya fueron seleccionados con anterioridad se alistan para la misión de rescate. El entrenamiento se tiene que realizar en 40 días desde que se anunció la misión. Los astronautas se refugiaran durante todo ese tiempo en la Estación Espacial Internacional. La estación puede soportar a ambas tripulaciones por 80 días. Dentro de la NASA, se conoce este plan como Apoyo de Contingencia al Equipo del Transbordador (CSCS en inglés).